# Electrod standard de hidrogen
În electrochimie, electrodul standard de hidrogen (sau electrodul normal de hidrogen, abreviat SHE din engleză Standard hydrogen electrode) este un electrod de referință utilizat pentru determinarea potențialelor de oxido-reducere. Potențialul absolut de electrod este de aproximativ 4,44 ± 0,02 V la 25 °C, dar pentru că este referința după care sunt comparate toate reacțiile redox, se consideră că potențialul standard al electrodului de hidrogen (notat E0) este egal cu zero volți, la orice temperatură dată.

## Reacții chimice
Funcționalitatea electrodului standard de hidrogen se bazează pe următoarea reacție redox, ce are loc pe elementul electrod de platină:
2 H+(aq) + 2 e− → H2(g)

## Compoziție

Schema electrodului standard de hidrogen

Electrodul standard de hidrogen conține:
1. electrodul de platină
2. sursă de hidrogen
3. soluție de acid cu o activitate a ionilor H+ = 1 mol dm−3
4. cameră ce previne interferența cu oxigenul
5. rezervor prin care se atașează cel de-al doilea semi-element al celulei galvanice (conectarea se face direct, printr-un tub subțire sau printr-o punte salină)